# Equifinaliteit
Equifinaliteit is het principe dat in een open systeem het eindresultaat op veel verschillende manieren bereikt kan worden (Katz & Kahn, 1978, p.30). 
In de context van de sociale psychologie wordt het begrip gebruikt om het menselijk niet-lineair gedrag te beschrijven. Wanneer men spreekt van equifinaliteit kan men niet denken in termen van oorzaak-gevolg met betrekking tot het menselijk handelen. Verschillende oorzaken van een bepaald gedrag kunnen eenzelfde eindresultaat delen. Omgekeerd kan ook één oorzaak verschillende eindresultaten boeken, dit wordt multifinaliteit genoemd. Volgens de equifinaliteit is het gedrag van mensen altijd een van vele mogelijke reacties op de (re)acties van anderen.